# 葛爾
葛爾（Grór）是托爾金小說的虛構人物。
葛爾是丹恩一世（Dáin I）的幼子，是佛洛（Frór）及索爾（Thrór）之弟，其子是耐恩（非一世）。索爾離開鐵丘陵（Iron Hills）重建孤山王國，葛爾卻留下來，統治大多數都靈子民。索爾被殺，引發起阿薩努比薩之戰（Battle of Azanulbizar）。葛爾並沒有參與戰爭，在戰後五年逝世。